# Nowodworski Foundation
The Nowodworski Foundation (wł. Nowodworski Foundation Charity for Cultural and Educational Exchange, Inc.) z siedzibą w Purdys, Nowy Jork, to amerykańska fundacja polonijna. Działa od 1999, umacnia polska tradycje i rozwija kontakty polsko-amerykańskie głównie wśród młodzieży poprzez organizacje obozów dla dzieci i młodzieży na terenie Polski, wymianę wakacyjna młodzieży polskiej i amerykańskiej, imprezy kulturalne, koncerty, wernisaże i aukcje. Nazwa fundacji pochodzi od I Liceum Ogólnokształcącego im. B. Nowodworskiego w Krakowie. Prezydentem fundacji jest Jerzy Leśniak.